# Circuito Mundial de Voleibol de Praia de 2011
O Circuito Mundial de Voleibol de Praia de 2011 foi uma série de competições internacionais de vôlei de praia organizadas pela Federação Internacional de Voleibol (FIVB). Para a edição 2011, o Circuito incluiu 8 torneios Open para o naipe feminino e 7 torneios "Open" para a variante masculina, 6 torneios Grand Slams para as disputas entre as mulheres e 5 para o certame masculino,além da edição do Campeonato Mundial de Vôlei de Praia de 2011 que foi disputado em cada naipe.

## Calendário

### Feminino
| Torneio                                                                          | Ouro                                           | Prata                                         | Bronze                                         | Quarto lugar                                   |
| Aberto de Brasília Brasília, Brasil De 17 a 22 de abril de 2011                  | BrasilLarissa França · Juliana Silva           | Estados UnidosKerri Walsh · Misty May-Treanor | Estados UnidosJennifer Kessy · April Ross      | Estados UnidosLauren Fendrick · Brooke Hanson  |
| Aberto de Sanya Sanya, China De 26 de abril a 1 de maio de 2011                  | BrasilLarissa França · Juliana Silva           | ChinaXue Chen · Zhang Xi                      | BrasilTalita · Maria Elisa Antonelli           | Estados UnidosKerri Walsh · Misty May-Treanor  |
| Grand Slam de Xangai Xangai, China De 3 a 8 de maio de 2011                      | Países BaixosSanne Keizer · Marleen van Iersel | Estados UnidosJennifer Kessy · April Ross     | ÁustriaDoris Schwaiger · Stefanie Schwaiger    | Estados UnidosLauren Fendrick · Brooke Hanson  |
| Aberto de Mysłowice Mysłowice, Polônia De 17 a 22 de maio de 2011                | Países BaixosSanne Keizer · Marleen van Iersel | ItáliaGreta Cicolari · Marta Menegatti        | Estados UnidosJennifer Kessy · April Ross      | AlemanhaSara Goller · Laura Ludwig             |
| Grand Slam de Pequim Pequim, China De 6 a 11 de junho de 2011                    | Estados UnidosKerri Walsh · Misty May-Treanor  | AlemanhaKatrin Holtwick · Ilka Semmler        | Estados UnidosJennifer Kessy · April Ross      | ItáliaGreta Cicolari · Marta Menegatti\|       |
| Campeonato Mundial Roma, Itália De 13 a 19 de junho de 2011                      | BrasilLarissa França · Juliana Silva           | Estados UnidosKerri Walsh · Misty May-Treanor | ChinaXue Chen · Zhang Xi                       | ChéquiaHana Klapalová · Lenka Háječková        |
| Grand Slam de Stavanger Stavanger, Noruega De 27 de junho a 2 de julho de 2011   | Estados UnidosJennifer Kessy · April Ross      | AlemanhaSara Goller · Laura Ludwig            | BrasilLarissa França · Juliana Silva           | Países BaixosSanne Keizer · Marleen van Iersel |
| Grand Slam de Gstaad Gstaad, Suíça De 4 a 9 de julho de 2011                     | BrasilLarissa França · Juliana Silva           | ChinaXue Chen · Zhang Xi                      | ItáliaGreta Cicolari · Marta Menegatti         | BrasilTalita Antunes · Maria Elisa Antonelli   |
| Grand Slam de Moscou Moscou, Rússia De 11 a 16 de julho de 2011                  | Estados UnidosKerri Walsh · Misty May-Treanor  | BrasilLarissa França · Juliana Silva          | ChinaXue Chen · Zhang Xi                       | ItáliaGreta Cicolari · Marta Menegatti\|       |
| Aberto de Quebec Quebec, Canadá De 19 a 24 de julho de 2011                      | BrasilTalita Antunes · Maria Elisa Antonelli   | BrasilMaria Clara Salgado · Carolina Salgado  | BrasilVivian Cunha · Taiana Lima               | EspanhaLiliana Fernández · Elsa Baquerizo      |
| Grand Slam de Stare Jabłonki Stare Jabłonki, Polônia De 25 a 30 de julho de 2011 | BrasilLarissa França · Juliana Silva           | Estados UnidosJennifer Kessy · April Ross     | BrasilTalita Antunes · Maria Elisa Antonelli   | ChinaXue Chen · Zhang Xi                       |
| Grand Slam de Klagenfurt Klagenfurt, Áustria De 1 a 6 de agosto de 2011          | Estados UnidosKerri Walsh · Misty May-Treanor  | ChinaXue Chen · Zhang Xi                      | Países BaixosSanne Keizer · Marleen van Iersel | BrasilTalita Antunes · Maria Elisa Antonelli   |
| Aberto de Aland Aland, Finlândia De 15 a 20 de agosto de 2011                    | ChinaXue Chen · Zhang Xi                       | Estados UnidosKerri Walsh · Misty May-Treanor | BrasilLarissa França · Juliana Silva           | BrasilTalita Antunes · Maria Elisa Antonelli   |
| Aberto de Haia Haia, Países Baixos De 23 a 28 de agosto de 2011                  | BrasilLarissa França · Juliana Silva           | Estados UnidosKerri Walsh · Misty May-Treanor | BrasilTalita Antunes · Maria Elisa Antonelli   | ChinaXue Chen · Zhang Xi                       |
| Aberto de Phuket Phuket (cidade), Tailândia De 1 a 6 de novembro de 2011         | ChinaXue Chen · Zhang Xi                       | Estados UnidosJennifer Kessy · April Ross     | ItáliaGreta Cicolari · Marta Menegatti         | AustráliaLouise Bawden · Becchara Palmer       |

### Masculino
| Torneio                                                                          | Ouro                                            | Prata                                           | Bronze                                         | Quarto lugar                                 |
| Aberto de Brasília Brasília, Brasil De 18 a 23 de abril de 2011                  | Estados UnidosTodd Rogers · Phil Dalhausser     | BrasilAlison Cerutti · Emanuel Rego             | ChinaXu Linyin · Wu Penggen                    | BrasilRicardo Alex Santos · Márcio Araújo    |
| Grand Slam de Xangai Xangai, China De 2 a 5 de maio de 2011                      | Estados UnidosTodd Rogers · Phil Dalhausser     | Estados UnidosJake Gibb · Sean Rosenthal        | AlemanhaJulius Brink · Jonas Reckermann        | EspanhaPablo Herrera · Adrián Gavira         |
| Aberto de Praga Praga, República Tcheca De 17 a 22 de maio de 2011               | BrasilAlison Cerutti · Emanuel Rego             | Estados UnidosTodd Rogers · Phil Dalhausser     | Suíça Sascha Heyer · Sébastien Chevallier      | BrasilPedro Cunha · Pedro Solberg            |
| Grand Slam de Pequim Pequim, China De 6 a 11 de junho de 2011                    | BrasilAlison Cerutti · Emanuel Rego             | AlemanhaJulius Brink · Jonas Reckermann         | Suíça Jefferson Bellaguarda · Patrick Heuscher | PolóniaGrzegorz Fijałek · Mariusz Prudel     |
| Campeonato Mundial Roma, Itália De 13 a 19 de junho de 2011                      | BrasilAlison Cerutti · Emanuel Rego             | BrasilRicardo Alex Santos · Márcio Araújo       | AlemanhaJulius Brink · Jonas Reckermann        | LetôniaMārtiņš Pļaviņš · Jānis Šmēdiņš       |
| Grand Slam de Stavanger Stavanger, Noruega De 28 de junho a 3 de julho de 2011   | BrasilRicardo Alex Santos · Márcio Araújo       | PolóniaGrzegorz Fijałek · Mariusz Prudel        | AlemanhaJulius Brink · Jonas Reckermann        | NoruegaTarjei Skarlund · Martin Spinnangr    |
| Grand Slam de Gstaad Gstaad, Suíça De 5 a 10 de julho de 2011                    | BrasilAlison Cerutti · Emanuel Rego             | Estados UnidosTodd Rogers · Phil Dalhausser     | AlemanhaJulius Brink · Jonas Reckermann        | PolóniaGrzegorz Fijałek · Mariusz Prudel     |
| Grand Slam de Moscou Moscou, Rússia De 12 a 17 de julho de 2011                  | BrasilAlison Cerutti · Emanuel Rego             | Suíça Jefferson Bellaguarda · Patrick Heuscher  | Estados UnidosTodd Rogers · Phil Dalhausser    | ChinaXu Linyin · Wu Penggen                  |
| Aberto de Quebec Quebec, Canadá De 19 a 24 de julho de 2011                      | Estados UnidosTodd Rogers · Phil Dalhausser     | Estados UnidosMatt Fuerbringer · Nick Lucena    | Estados UnidosJake Gibb · Sean Rosenthal       | BrasilMoisés Santos · Álvaro Filho           |
| Grand Slam de Stare Jabłonki Stare Jabłonki, Polônia De 26 a 31 de julho de 2011 | Estados UnidosTodd Rogers · Phil Dalhausser     | PolóniaGrzegorz Fijałek · Mariusz Prudel        | BrasilAlison Cerutti · Emanuel Rego            | AlemanhaJonathan Erdmann · Kay Matysik       |
| Grand Slam de Klagenfurt Klagenfurt, Áustria De 2 a 8 de agosto de 2011          | BrasilRicardo Alex Santos · Pedro Cunha         | AlemanhaJulius Brink · Jonas Reckermann         | Estados UnidosTodd Rogers · Phil Dalhausser    | BrasilBruno Oscar Schmidt · Billy Maciel     |
| Aberto de Aland Aland, Finlândia De 16 a 21 de agosto de 2011                    | BrasilMárcio Araújo · Benjamin Insfran          | Estados UnidosTodd Rogers · Phil Dalhausser     | BrasilAlison Cerutti · Emanuel Rego            | PolóniaGrzegorz Fijałek · Mariusz Prudel     |
| Aberto de Haia Haia, Países Baixos De 23 a 28 de agosto de 2011                  | BrasilRicardo Alex Santos · Pedro Cunha         | Países BaixosReinder Nummerdor · Richard Schuil | RússiaKonstantin Semenov · Yaroslav Koshkarev  | ChéquiaPetr Benes · Premysl Kubala           |
| Aberto de Agadir Agadir, Marrocos De 4 a 9 de outubro de 2011                    | Países BaixosReinder Nummerdor · Richard Schuil | AlemanhaJulius Brink · Jonas Reckermann         | BrasilPedro Solberg · Rhooney Ferramenta       | Estados UnidosMatt Fuerbringer · Nick Lucena |

## Quadro de medalhas
| Ordem | País           | Medalha de ouro | Medalha de prata | Medalha de bronze | Total |
| ----- | -------------- | --------------- | ---------------- | ----------------- | ----- |
| 1.    | Brasil         | 16              | 4                | 9                 | 29    |
| 2.    | Estados Unidos | 8               | 12               | 6                 | 26    |
| 3.    | Países Baixos  | 3               | 1                | 1                 | 5     |
| 4.    | China          | 2               | 3                | 3                 | 8     |
| 5.    | Alemanha       | 0               | 4                | 4                 | 8     |
| 6.    | Polónia        | 0               | 2                | 0                 | 2     |
| 7.    | Itália         | 0               | 1                | 2                 | 3     |
| 7.    | Suíça          | 0               | 1                | 2                 | 3     |
| 9.    | Áustria        | 0               | 0                | 1                 | 1     |
| 9.    | Rússia         | 0               | 0                | 1                 | 1     |